# Isigny-le-Buat

Isigny-le-Buat este o comună în departamentul Manche, Franța. În 1 ianuarie 2022 avea o populație de 3.187 de locuitori.